# グレブ・ボトキン
グレブ・エヴゲニエヴィチ・ボトキン（Gleb Evgenievich Botkin、1900年 - 1969年12月）は、アメリカ合衆国の小説家、イラストレーター。1918年7月27日にエカテリンブルクでロシア帝国最後の皇帝ニコライ2世の家族とともに殺害された皇室主治医、エフゲニー・ボトキンの息子である。後年にアンナ・アンダーソンが本物のアナスタシア皇女である事を主張し、姉のタチアナ・ボトキナとともに生涯を通じて彼女の代表的な擁護者となった。しかし、ボトキンが亡くなった後に行われたDNA鑑定によってアンダーソンがポーランドの農家に生まれたフランツィスカ・シャンツコフスカという名前の皇族詐称者であった事が証明された。
1938年に彼が設立したアフロディーテの教会はアメリカ合衆国における新異教主義の運動で最も早く設立された教会の一つであった。

## 生い立ち
父親は皇室主治医のエフゲニー・ボトキン、母親は彼の妻のオリガである。母親がボトキンのドイツ語の家庭教師と不倫した事が原因で1910年に2人は離婚した。
エフゲニーは子供達の親権を保持していた。
ボトキンと彼の姉のタチアナは子供の頃に、休日にニコライ2世の子供達を楽しませるために一緒に遊んでいた。

## 革命、そして亡命

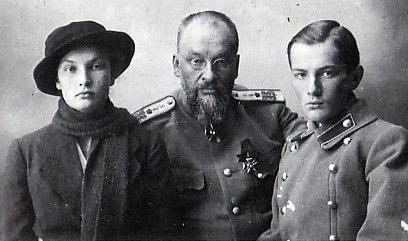
1918年春にトボリスクで父エフゲニー、姉タチアナと共に撮影。最後の家族写真

二月革命によって弟のグレグとともに、ニコライ2世の家族と一緒に流刑となった父親に同行した。つまり、流刑後のアナスタシア皇女を知っている数少ない人物である。トボリスクではニコライ2世が監禁されている建物の中に入ることは許されなかったが、ボトキンは水彩の動物画を何枚も描き、人に頼んでアナスタシアに届けてもらった。まもなく一家が他の地へ移送される事を知ったボトキンはトボリスク総督官舎の敷地の周りを歩き、窓辺にアナスタシアが独りで立っているのを発見して手を振った。彼女も笑顔で手を振って応えたという。これがアナスタシアを見た最後となった。ニコライ2世の一家がトボリスクからエカテリンブルクへ移送された時には2人は父親に同行する事が許されなかった。姉とともに何とかして父親に同行しようと試みるが、最終的には同行を諦めた。
父親が銃殺された後にボトキンはトボリスクから逃亡した。
1915年6月の戦いで殺害された竜騎兵連隊少尉の未亡人ナディーヌと結婚した。最初は日本に移住し、次いでフランス、最後はアメリカ合衆国へと移った。ボトキンは小説家やイラストレーターとして生計を立てるようになった。

## アンナ・アンダーソンとの繋がり
1927年5月にドイツにあるゼーオン修道院でアンナ・アンダーソンと初めて会った。アンダーソンはボトキンが「おかしな動物も連れている」のかしきりに気にしていた。アナスタシアはボトキンが描く絵を好み、彼の絵から物語を創って一緒に遊んでいた。ボトキンはこの子供の頃に描いた絵だと直ぐに理解した。アンダーソンがドイツ語でしか話さないと聞かなかったために彼女とはドイツ語で話したが、彼女の付き添いとはロシア語で話し続けた。しかし、彼女はロシア語で話してもその内容を理解していたという。
1928年10月13日、息子ニコライ2世とその家族はロシアを逃れてどこかで無事に暮らしていると信じ続け、アナスタシアの祖母マリア皇太后は祖国デンマークで息を引き取った。アンダーソンが無言で沈み込んで誰とも話そうとしない状況が何日も続き、ボトキンもひどく心配していた。ところが、亡くなってから丸一日も経たぬうちにマリア皇太后の娘でニコライ2世の妹であるクセニア大公女とオリガ大公女、クセニアの夫アレクサンドル大公、クセニア夫婦の6人の子供、彼女らのいとこ2人の合わせて11名のロマノフ家の人間がニコライ2世一家全員が暗殺されたことを正式に認め、アンナ・アンダーソンを詐称者として非難する「コペンハーゲン声明」を発表した。このうちアンダーソンに会ったことがあるのはオリガ1人だけであった。ボトキンは声明に対抗してこの4日後にクセニアへ向けた長大な手紙を公開した。彼女がイングランド銀行に預けられているニコライ2世の4人の娘の持参金の相続権を狙っていると指摘した。
| 「 | 母上が亡くなられてから丸一日も経たぬうちに･･･貴女は御自身の姪ごさんを騙して財産を奪おうとする陰謀をまた一歩進められた･･･。明らかに貴女は、貴女方があのような声明を発表することを皇太后陛下がお許しにならないことをよくご存知だった。だから貴女は、とにかく陛下が亡くなられるのを待って、あのようなものを公にされたのです。母上の死の床の傍らにあってさえ、貴女の一番の関心は姪ごさんの相続財産を搾取することだったのでしょう。そう思うと戦慄を覚えるばかりです。そして、世間一般の作法すら弁えず、母上の死からせめて二、三日のあいだ待つこともなく、貴女の下劣な闘いを公然と始められるとは、開いた口が塞がりません。･･･行っている罪悪に比べれば、ボリシェヴィキによる皇帝、その家族、私の父の殺害ですらまだマシに思えます。気の狂った酔っ払いの野蛮人の一団が犯す罪の方が、貴女の一族の一員―運に見放され、悩める、全く罪の無い若い娘―アナスタシアに対する冷静で、計画的な、とどまるところを知らない迫害よりもまだ理解しやすい。･･･ | 」 |

ボトキンはこの手紙で本物のアナスタシアだと裏付ける証拠も並べている。アンダーソンがアナスタシアの身の回りで起きた子供の頃のごく些細な出来事を記憶していること、生まれつきのアザを含めて彼女が身体的な相似点をすべて持っていること、彼女の現在の筆跡がアナスタシアの若い頃と同じものであること、アナスタシアを子供の頃から知っている誠実と認められている人々の多くが本人と認めていること、診察した医師の全員が、彼女が自分で名乗っている人物以外である可能性は科学的に見て不可能であるという点で全員が一致していることである。しかし、このおおっぴらにロマノフ家を困惑させようとするボトキンの試みはアンダーソンを支持する人々からもあまり賛意が得られなかった。
この後もロマノフ家の様々な生存者に対してアンダーソンを擁護するために手紙を送り、彼女やロマノフ家についての本を著した。そして、生涯を通じてアンダーソンへの経済的支援を続けた。他の支持者が彼女を捨てても、ボトキンは最後までアンダーソンの友人であった。
一方で、アンダーソンに次いで著名なアナスタシア詐称者となったユージニア・スミスの主張には懐疑的だった。

## 宗教的見解
父の殺害以後に司祭になろうと考えていたが、最終的にはロシア正教会から離れた。ボトキンの教会はアフロディーテの教会と呼ばれていた。家父長制の社会が人類を悩ませている問題の多くの原因となっているという意見だった。1938年にニューヨーク最高裁判所によって正式な教団として認可された。

## DNA鑑定
父のエフゲニー・ボトキンの遺骨がエカテリンブルク近郊の山で1991年に発掘された後、ボトキンの娘のマリーナ・ボトキナ・シュバイツアーのDNAは彼女の祖父を識別しやすくするために使用された。また、シュバイツアーは後年にアンナ・アンダーソンはアナスタシアでは無かったと証明するDNA鑑定の結果についての懐疑を表明している。